# Hunold
Hunold – imię męskie pochodzenia germańskiego, złożone z członów Hun-: stsas., stwniem. – „Hun”;  śrwniem. Hiune; hiune – „Hun, Węgier; olbrzym, gigant”, oraz -wald, co w drugim członie stanowi skrócenie od -waldaz – „panujący, rządzący” (-old jest formą starosaksońską tego członu). 
W Polsce notowane od średniowiecza, w formach Hunold, Honold, Onold, Unold. 
Znane osoby noszące imię Hunold:
- Hunald I – książę Akwitanii od 735 r., syn księcia Odona Wielkiego
- Hunold – biskup merseburski w latach 1036–1050
- Onold (zm. między 1180 a 1187) – biskup kujawski
- Hunold – pleban z Mysłowic, wymieniony w dokumencie z 1308 roku